# Waalse kerk (Leiden)

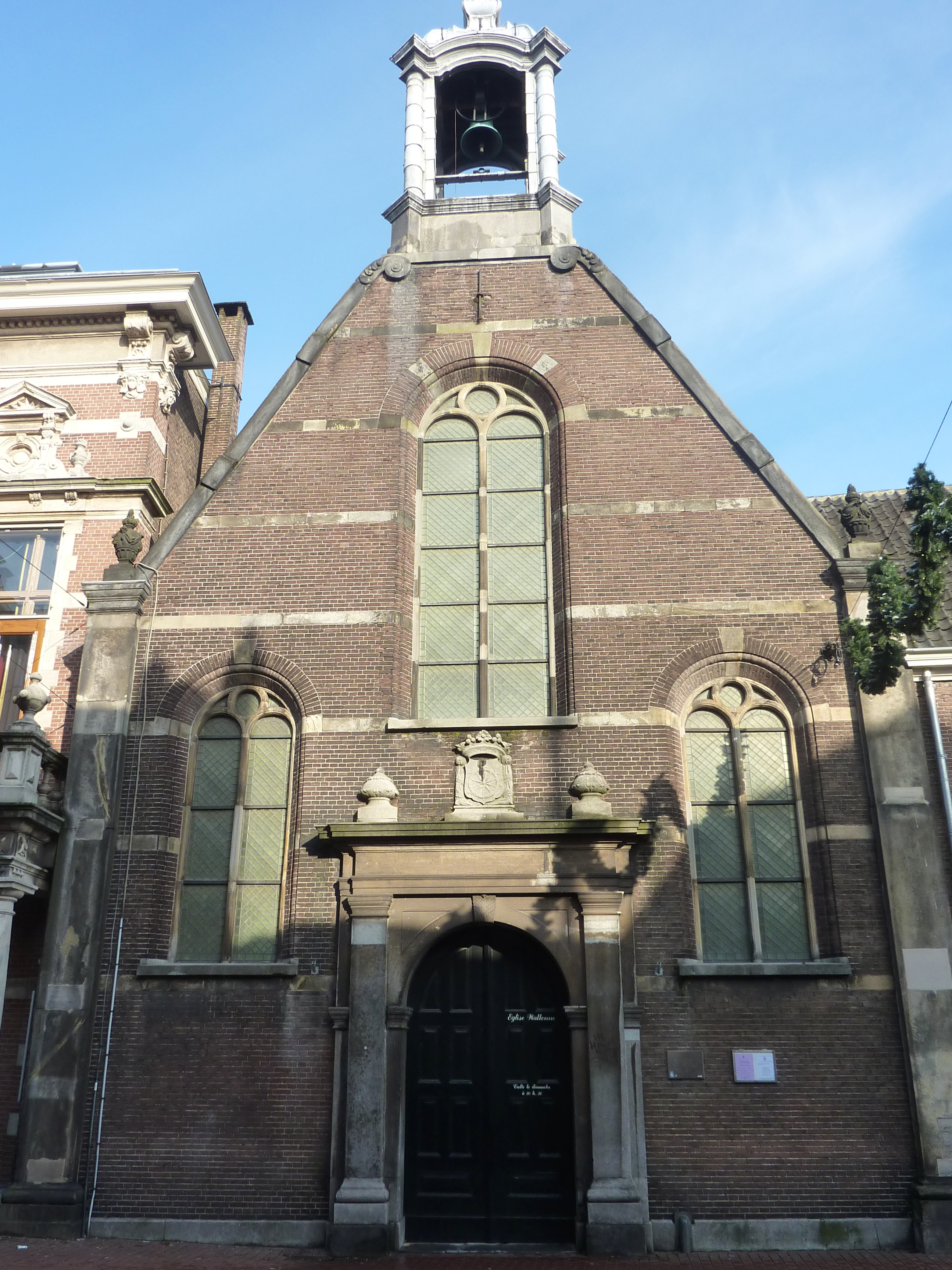
De voorgevel van de Waalse kerk aan de Breestraat. Het pand links is de Stadsgehoorzaal.

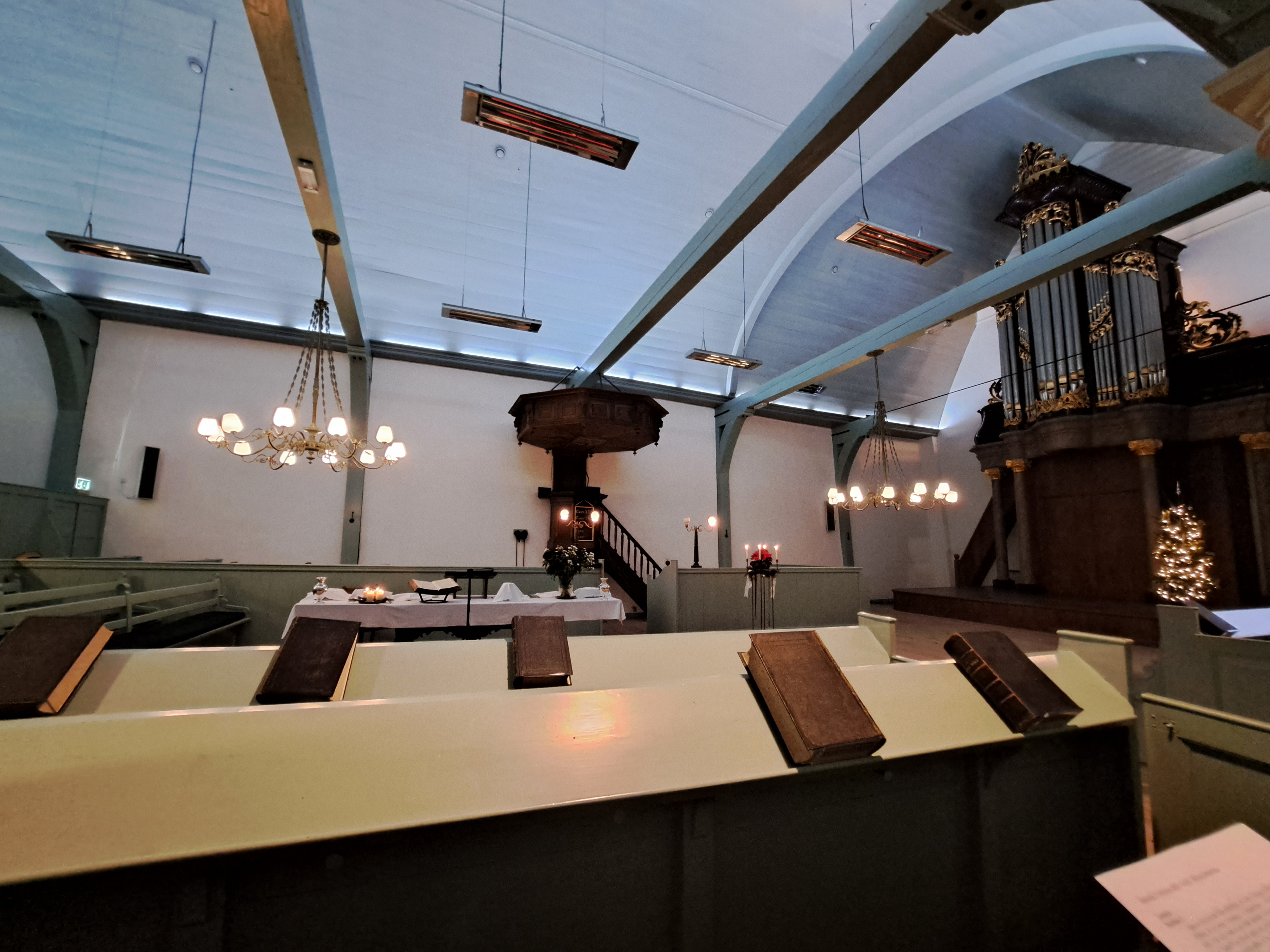
Het interieur van de kerk in 2022

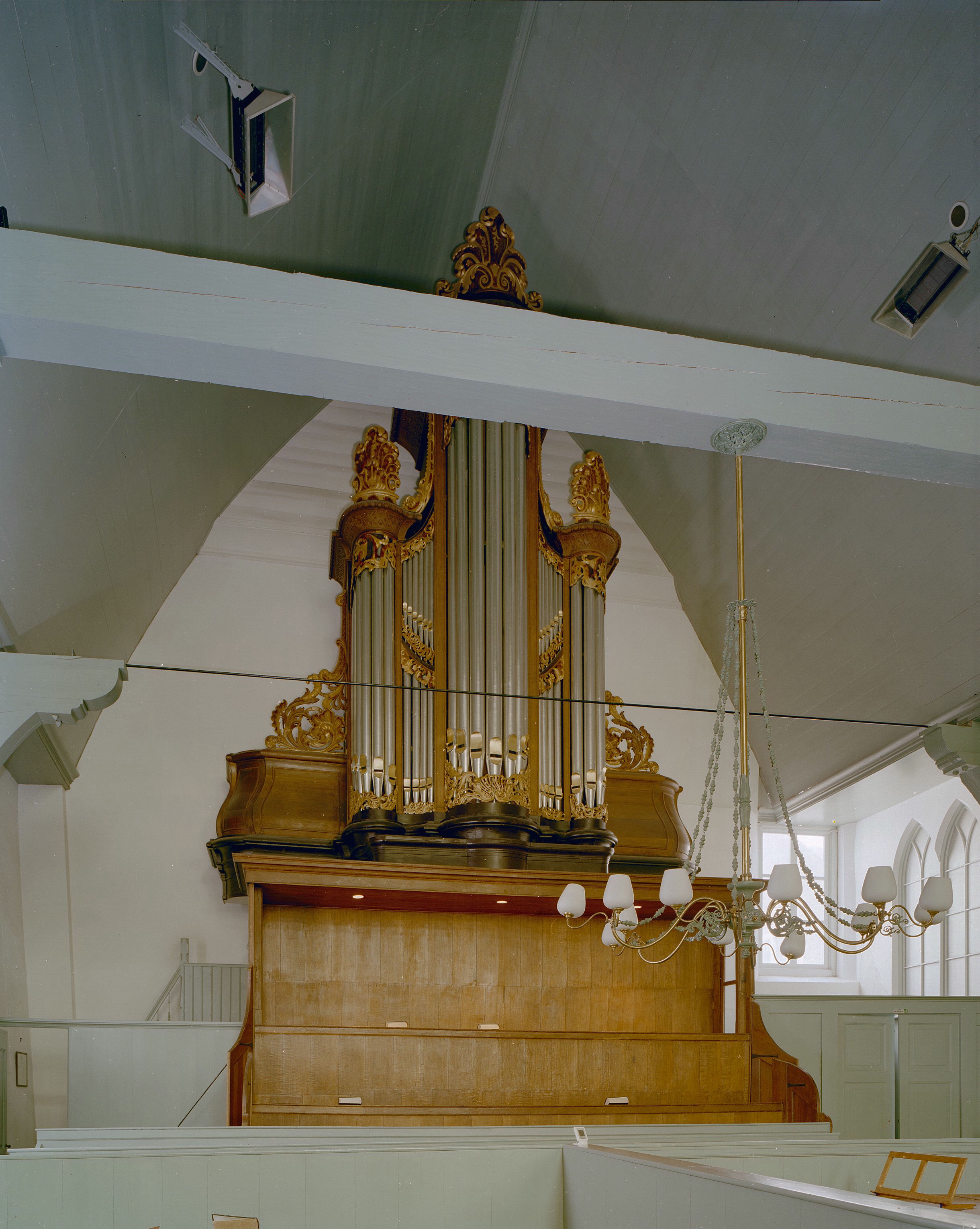
Het Steevens/Assendelft-orgel

De Waalse kerk te Leiden (Frans: Église wallonne de Leyde) is een kerkgebouw in de Breestraat in de Nederlandse stad Leiden. 
De Waalse kerk is gevestigd in de kapel van het voormalige Sint-Catharinagasthuis, een instelling waarvan de historie teruggaat tot 1275. In 1635 werd de kapel vergroot met een zijbeuk. Deze zijbeuk werd later weer afgescheiden en werd kosterij. In 1638 ging de kapel dienstdoen als hulpkerk van de snel groeiende Waalse gemeente (een groep hugenoten uit Frankrijk en Wallonië die om religieuze redenen naar Nederland gevlucht waren en sinds de jaren 1570 diensten in Leiden hielden), naast de Vrouwekerk die sinds 1584 als Waalse hoofdkerk dienstdeed.
Tussen 1737 en 1739 werd de voorgevel van de kapel vernieuwd en bekroond met een dakruiter in barokstijl.
In de 18e eeuw kromp de Waalse gemeente zodanig dat de kapel niet langer gebruikt werd, maar na de afbraak van de Vrouwekerk begin 19e eeuw werd de kapel weer als Waalse kerk in gebruik genomen. Zij is nog steeds als zodanig in dienst. In 1818 kreeg de Waalse gemeente de kapel in eigendom. De diensten worden nog steeds in het Frans gehouden. Van tijd tot tijd worden er ook andere activiteiten aangeboden in de Waalse kerk, zoals concerten.
De zang wordt begeleid door het Steevens/Van Assendelft-orgel, in 1819 verplaatst vanuit de Vrouwekerk. Het werd in 1746-1748 gebouwd door Gerard Steevens, maar nadat diens werk was afgekeurd heeft orgelbouwer Pieter Assendelft het instrument in 1748-1751 aangepast. De laatste restauratie vond plaats in 2014 door Flentrop Orgelbouw. Het heeft twee manualen, 20 registers en een aangehangen pedaal.
Op 21 februari 1999 werd een schilderij uit de kerk gestolen. Het ging om een portret van Catharina Geschier, dat in 1694 door een anonieme kunstenaar geschilderd werd. Het bijbehorende portret van haar echtgenoot, de koopman Jean Michel (oprichter van het Jean Michelhof in Leiden), werd ongemoeid gelaten.
Sinds de jaren negentig is Erik van Bruggen koster en organist in de Waalse kerk. Sinds 2022 is dr. Richard Bennahmias de vaste predikant van de Waalse Hervormde gemeente.

## Galerij

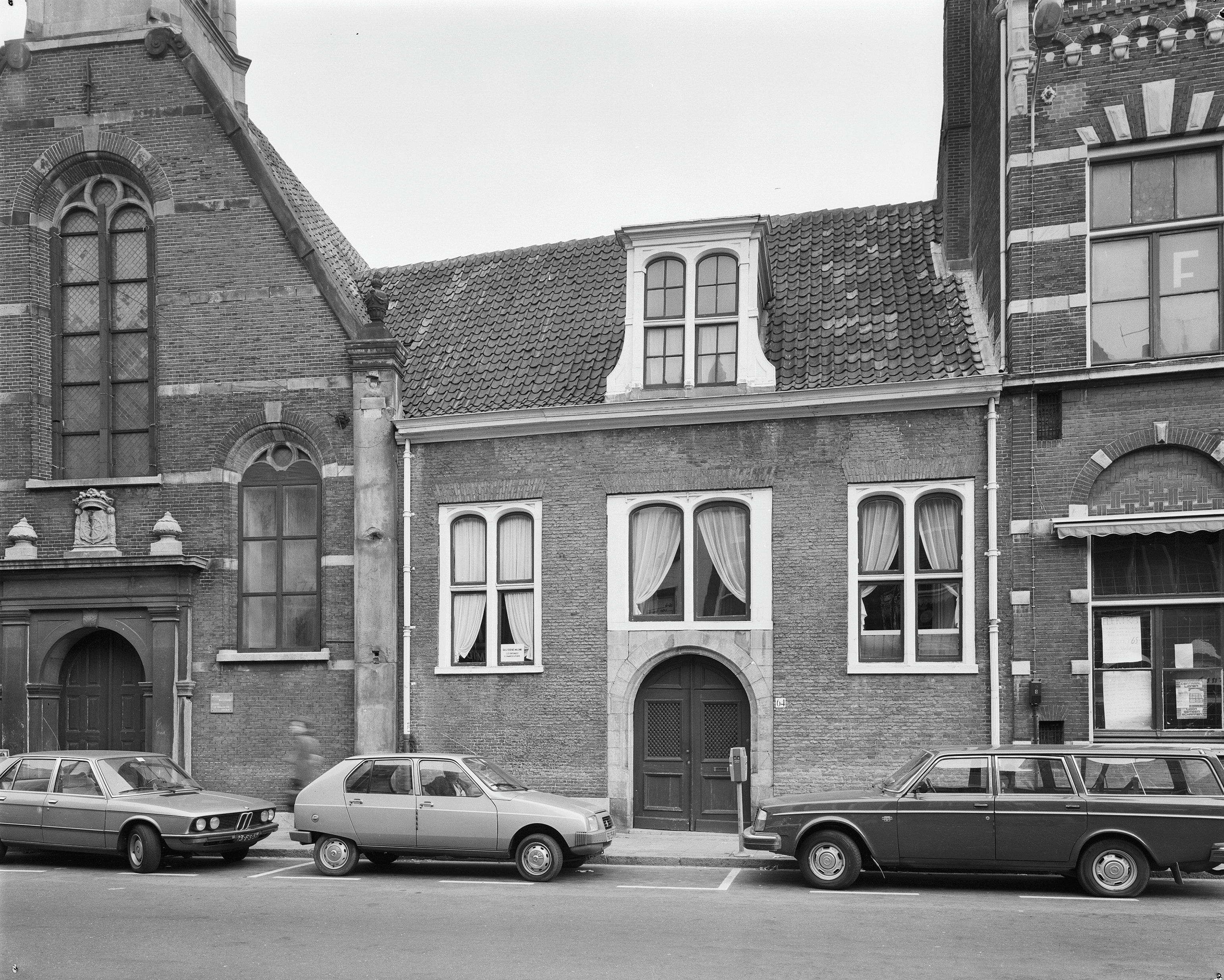
Kosterswoning
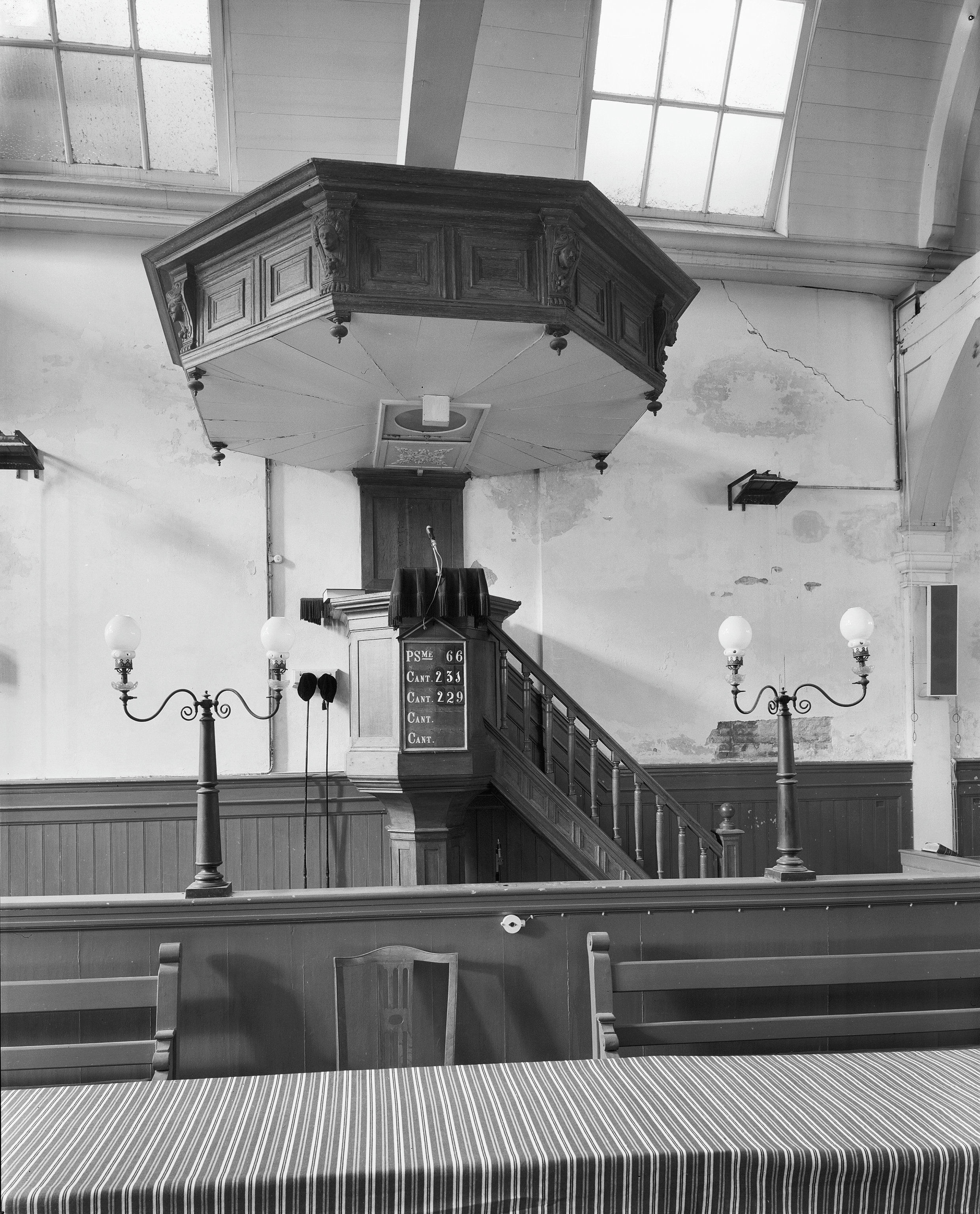
Preekstoel
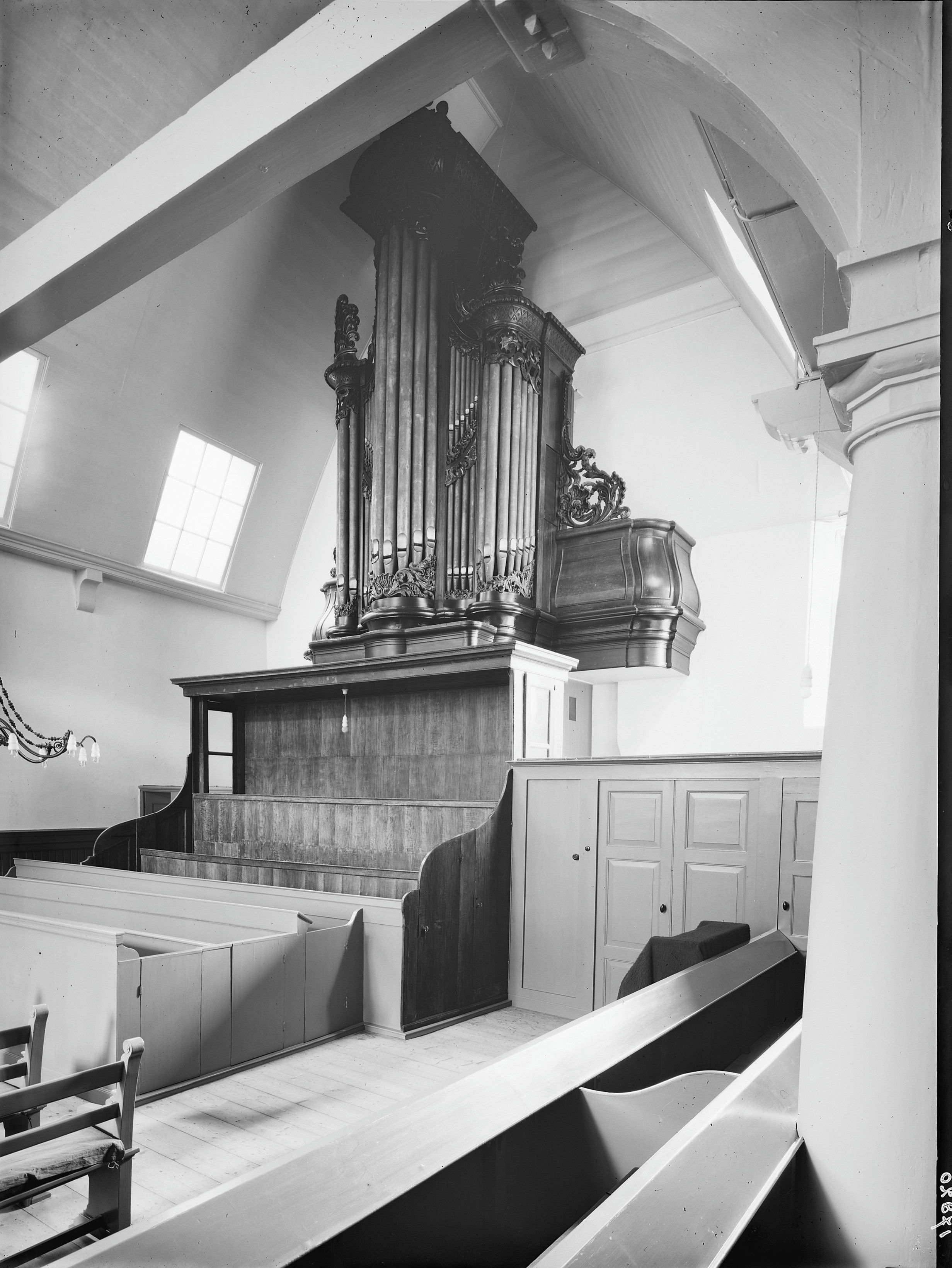
Het orgel voor de laatste restauratie
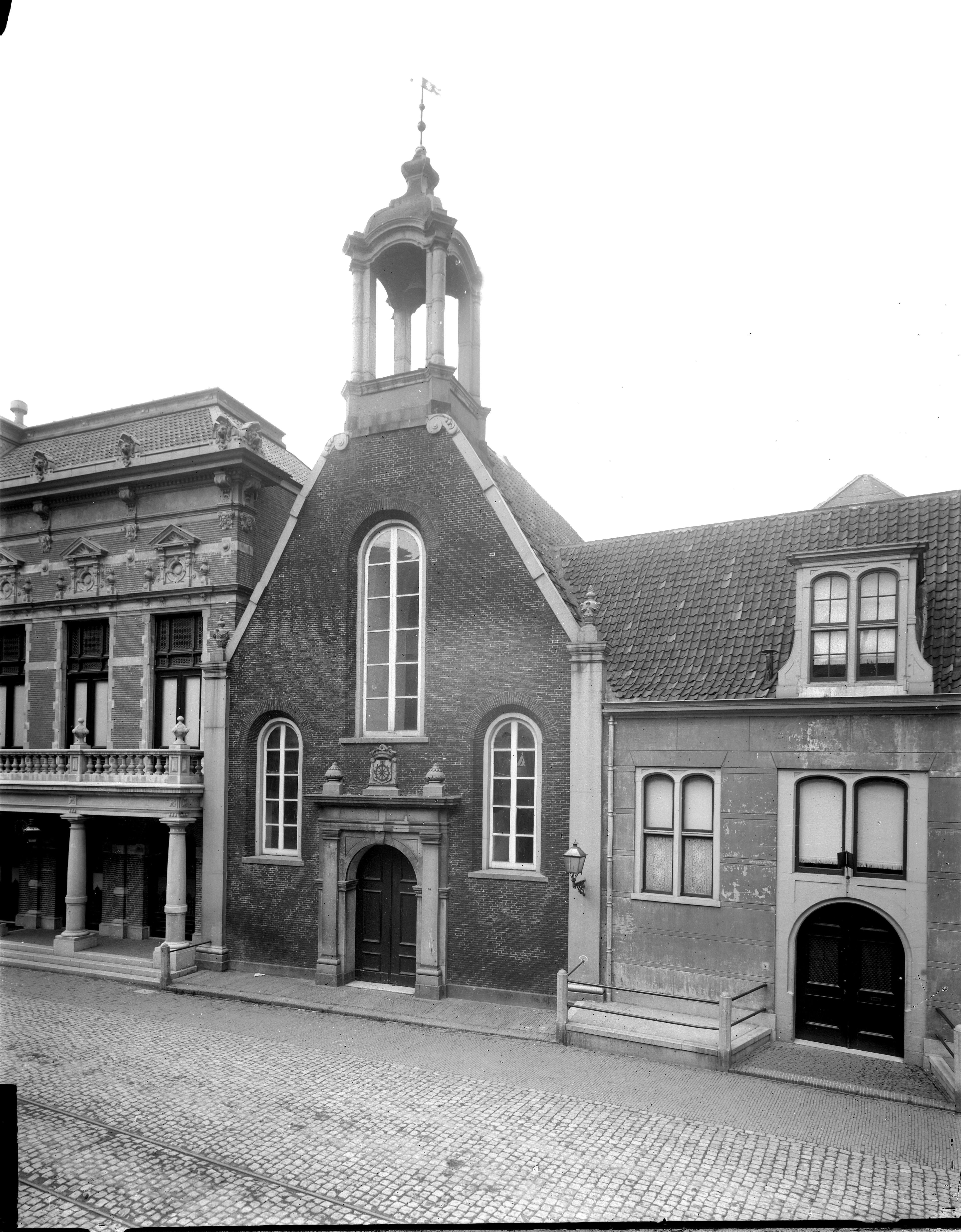
Gezicht op de Waalse Kerk aan de Breestraat
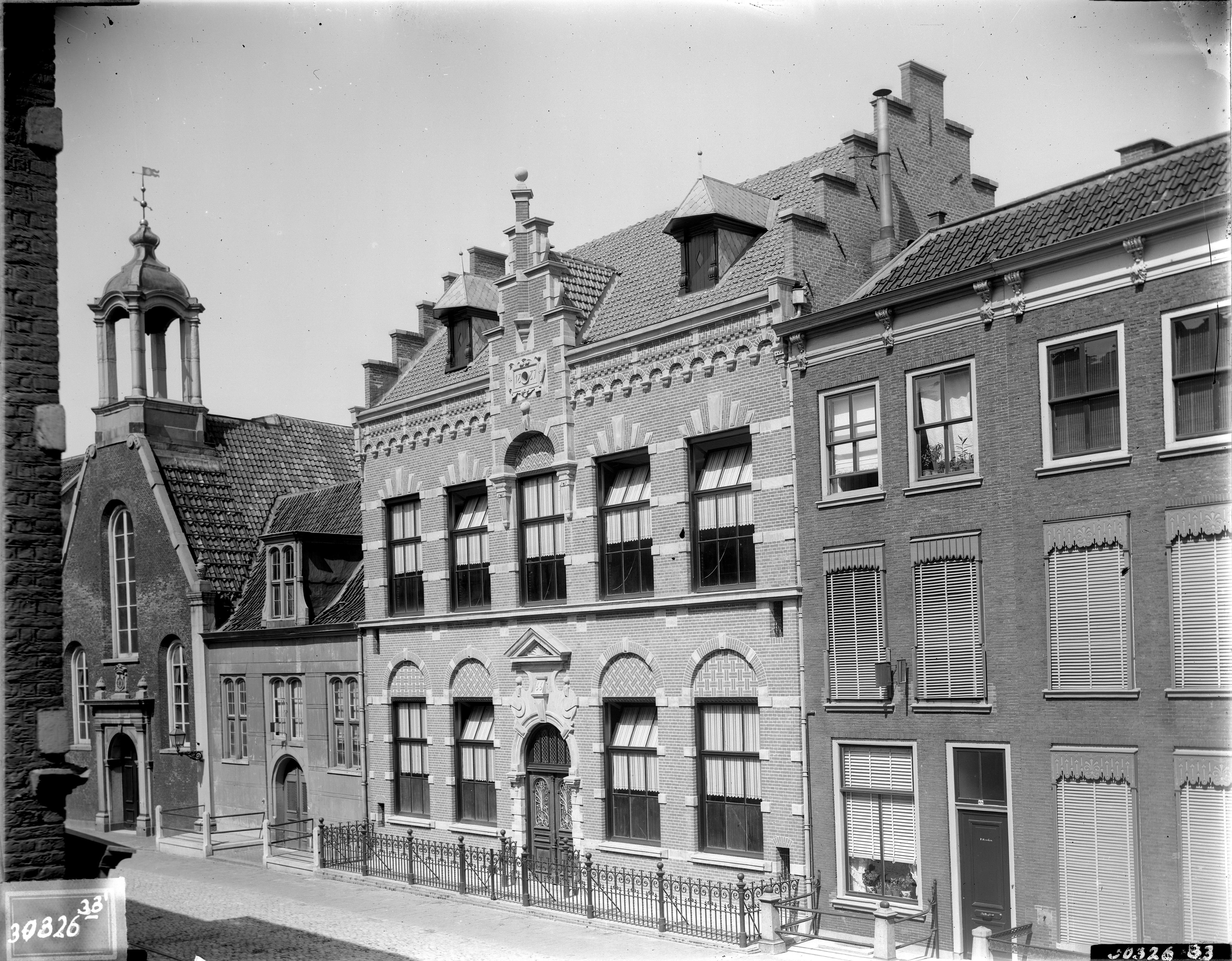
Links de Waalse Kerk in de Breestraat

## Predikanten
- 1584-1585: Jacques de la Drève
- 1585-1602: Luc. Trelcat père
- 1595-1605: Luc. Trelcat fils
- 1605-1621: Daniel Castel
- 1610-1612: Jean Bulteel
- 1613-1646: Jean Polyander à Kerchove
- 1619-1635: Arnaud de Lannoy
- 1621-1649: Esaïe du Pré
- 1622-1629: André Rivet
- 1636-1648: Maurice Agache
- 1639-1645: Jean le Sec
- 1645-1651: Pierre Cordier
- 1648-1649: Friedrich Spanheim
- 1648-1655: Abraham de Lannoy
- 1649-1651: Jacques du Pré
- 1649-1661: Pierre Agache
- 1652-1659: Phil. Diodati
- 1652-1666: Jean Beeck
- 1652-1670: François Cupif dit de la Berandière
- 1656-1669: Isaac Crommé
- 1660-1670: Jacques Renette
- 1662-1671: Jean Leger
- 1666-1688: Jacques Gaillard
- 1670-1700: Théodore Biel
- 1670-1694: Jean Sauchelle
- 1670-1695: Godefroi van Kempen
- 1671-1682: Paul de Soul
- 1682-1689: Étienne le Moine
- 1689-1700: Ant. Guérin
- 1689-1707: Louis Fleury
- 1695-1727: Jean de Malnoë
- 1695-1721: Louis Benion
- 1701-1719: Jean Barbin
- 1701-1705: Godefroi de Clermont
- 1705-1718: Jacques Bernard
- 1719-1752: Daniel de Loches
- 1719-1724: Jean Boddens
- 1721-1725: Isaac Samuel Châtelain
- 1724-1739: Samuel Louis Changuion
- 1725-1753: Pierre Bobineau
- 1728-1745: Wolfgang DuMoulin
- 1744-1763: Jean Jacques Brutel de la Rivière
- 1752-1763: Jean Henri Châtelain
- 1753-1783: Jean Louis Flournoy
- 1764-1798: Jacques Abel Brunier
- 1764-1771: Samuel de Chaufepié
- 1770-1786: Jean Samuel Robert
- 1783-1808: Jacq. Charles Souchay
- 1786-1807: Sebald Fulco Jean Rau
- 1799-1809: Jean Frédéric Faure van der Wilt
- 1809-1846: Jean Baptiste Moquette
- 1809-1848: Daniel Mounier
- 1847-1873: Franc. Corn. Jean van Goens
- 1848-1862: Daniël Chantepie de la Saussaye
- 1863-1880: Joost Adriaan van Hamel
- 1874-1907: César Gustave Chavannes
- 1890-1895: Joseph Jean Nicodème Nardi
- 1896-1927: Samuel Cler
- 1907-1939: Louis George Maurice Bresson
- 1941-1948: Robert Blommaert
- 1948-1960: Charles Cabanis
- 1961-1968: Jean Marc Charensol
- 1970-2002: Daniel Ribs
- 2002-2007: Nadine Manson
- 2007-2016: Françoise Weber
- 2016-2022: Hartman Out, als pasteur consulent
- 2022-heden: Richard Bennahmias